# Centro de Bioterismo da Universidade Federal de Minas Gerais
O Centro de Bioterismo (CEBIO) do Instituto de Ciências Biológicas, órgão complementar da Universidade Federal de Minas Gerais é a única estrutura da UFMG destinada especificamente à criação de animais para aulas e a experimentação.

## Apresentação
Criado em 1989, como resultado de discussões entre os departamentos de Bioquímica e Imunologia, Parasitologia, Farmacologia, Fisiologia e Biofísica e Microbiologia. É responsável pelo fornecimento de camundongos e ratos para toda comunidade científica do ICB e da UFMG. O CEBIO incorpora duas áreas separadas para criação de ratos e camundongo. O Biotério de Ratos, com área de 115 m2 está localizado em salas comuns do prédio do Instituto de Ciências Biológicas. O Biotério de Camundongos tem área de 280 m2 e localiza-se em prédio separado do ICB. Com o fornecimento de animais para investigação científica e para ensino de Graduação e de Pós–Graduação do Instituto de Ciências Biológicas, o CEBIO beneficia mais de 650 alunos de mestrado e doutorado, por uso de animais. A produção anual do CEBIO em 2004 ultrapassa 30000 camundongos e 17000 ratos. Como esta produção está praticamente maximizada para as condições atuais, o CEBIO não consegue suprir toda a demanda de animais, ainda crescente, dos pesquisadores da UFMG. O conselho diretor do CEBIO, juntamente com a diretoria do ICB, está sempre atento às possíveis melhorias na produção de animais. Nossas preocupações e, conseqüentemente, nossos problemas, têm sido aumentar o número de animais produzidos para conseguirmos atender a demanda crescente dos pesquisadores e, também, melhorarmos a qualidade dos animais produzidos. Assim, atualmente a UFMG está iniciando a construção o novo Centro de Bioterismo da UFMG, que agregará em um único prédio ratos e camundongos que serão mantidos em situação livre de patógeno específico (SPF) e que poderá dobrar a produção anual de animais com a aquisição paralela de animais transgênicos e knock outs. Este novo CEBIO terá toda sua criação em racks estéreis com todas as condições sanitárias exigidas pelas normas internacionais. Porém, enquanto não ocorre a implementação do novo CEBIO, os técnicos e profissionais envolvidos com o CEBIO tentam manter as melhores condições sanitárias permitidas nas condições atuais. Felizmente nossos animais estão com nível baixo de contaminação, apresentando melhor condição sanitária do que o esperado para um biotério com barreiras precárias. Os parasitas detectados neste último exame foram prontamente tratados e a profilaxia feita periodicamente para evitar recontaminação.